# Heidi Hauge
Heidi Hauge (Skien, 14 ottobre 1967) è una cantante norvegese.

## Biografia
Heidi Hauge ha iniziato a lavorare come cantante di musica schlager negli anni '90, fino a quando non è stata scoperta nel 1999 da un dirigente della Showtime Records, con cui ha firmato il suo primo contratto discografico. Ne è risultato il suo album di debutto Country Time, uscito nel 2000.
Il suo primo ingresso in classifica è stato con il suo terzo album del 2001, Country Girl, che ha raggiunto la 15ª posizione in Norvegia, diventando il primo di sette album in top 40 per la cantante (il risultato migliore è arrivato con Country Jewels, che nel 2004 si è piazzato al 7º posto). La cantante ha inoltre piazzato sei album in classifica in Danimarca (di cui quattro in top ten); in Svezia il suo unico ingresso, Country Girl, si è piazzato al 21º posto. Nel 2002 è stato rivelato che, con quattro album pubblicati, la cantante aveva venduto 170.000 dischi in Norvegia e 25.000 in Danimarca, dove era apparsa su TV 2 per promuovere la sua musica.
La musica di Heidi Hauge è prevalentemente caratterizzata da cover di classici della musica country, sia in inglese che tradotti in norvegese.

## Discografia

### Album in studio
- 2000 – Country Time
- 2001 – Country Rose
- 2001 – Country Girl
- 2002 – Country Blue
- 2002 – Country Dance
- 2003 – Country perler
- 2003 – Country jul (con Liv Marit Wedvik e Jenny Jenssen)
- 2004 – Country Jewels
- 2005 – Country Gold
- 2005 – Movin' On
- 2007 – Some Broken Hearts...
- 2007 – Julekveld på landet
- 2016 – Acoustic Country Duets (con Arne Benoni)

### Raccolte
- 2019 – Best of Heidi Hauge

### Singoli
- 2000 – Seven Spanish Angels
- 2007 – Saturday Night
- 2014 – I Can't Be Bothered (con Arne Benoni)